# 12 tháng 1
Ngày 12 tháng 1 là ngày thứ 12 trong lịch Gregory. Còn 353 ngày trong năm (354 ngày trong năm nhuận).

## Sự kiện
- 1369 – Trần Nhật Lễ đầu độc giết chết Hiến Từ Thái hậu của nhà Trần, tức ngày 14 tháng 12 năm Kỷ Dậu.
- 1528 – Gustav I của Thụy Điển lên ngôi vua Thụy Điển.
- 1554 – Bayinnaung đăng quang quốc vương tại Bago.
- 1871 – Chiến tranh Pháp-Phổ: Trận Le Mans kết thúc với thắng lợi của quân Phổ.
- 1872 – Yohannes IV đăng quang hoàng đế của Ethiopia.
- 1893 – Tổng thống Pháp Sadi Carnot ra sắc lệnh xây dựng một cây cầu mới bắc qua sông Seine tại Paris, tức cầu Mirabeau.
- 1898 – Itō Hirobumi bắt đầu nhiệm kỳ thứ ba làm Thủ tướng Nhật Bản.
- 1945 – Chiến tranh thế giới thứ hai: Quân đội Liên Xô bắt đầu tiến hành Chiến dịch Tây Carpath chống quân đội Đức Quốc xã tại lãnh thổ nay thuộc Slovakia và Ba Lan.
- 1964 – Quân nổi dậy đứng đầu bởi John Okello đã lật đổ quốc vương Jamshid bin Abdullah, kết thúc 200 năm thống trị của người Ả Rập tại Zanzibar.
- 2005 – Tàu vũ trụ Deep Impact được phóng từ mũi Canaveral, Florida, Hoa Kỳ trên một tên lửa Delta II.
- 2010 – Động đất Haiti 2010.

## Sinh
- 1580 – Johan Baptista van Helmont, nhà hóa học và thầy thuốc người Bỉ (m. 1644)
- 1721 – Công tước Ferdinand xứ Braunschweig, nguyên soái Phổ (m. 1792)
- 1729 – Edmund Burke, chính trị gia và triết gia dân tộc Ireland tại Anh Quốc (m. 1797)
- 1783 – Erik Gustaf Geijer, nhà văn người Thụy Điển (m. 1847)
- 1817 – Karl von Schmidt, tướng lĩnh người Phổ (m. 1875)
- 1833 – Karl Eugen Dühring, triết gia, nhà kinh tế học người Đức (m. 1921)
- 1852 – Joseph Joffre, Thống chế Pháp (m. 1931)
- 1863 – Svāmī Vivekānanda, triết gia người Ấn Độ (m. 1902)
- 1876 – Jack London, tác gia người Mỹ (m. 1916)
- 1893
  - Mikhail Iosifovich Gurevich, nhà thiết kế máy bay người Liên Xô, tức 31 tháng 12 năm 1892 theo lịch Julius (m. 1976)
  - Hermann Göring, chính trị gia người Đức (m. 1946)
- 1899 – Paul Hermann Müller, nhà hóa học Thụy Sĩ, nhận Giải thưởng Nobel
- 1903 – Igor Vasilyevich Kurchatov, nhà vật lý học người Liên Xô, tức 30 tháng 12 năm 1902 theo lịch Julius (m. 1960)
- 1907 – Sergey Pavlovich Korolyov, kỹ sư người Liên Xô, tức 30 tháng 12 năm 1906 theo lịch Julius (m. 1966)
- 1915
  - Vadim Sergeevich Shefner, thi nhân người Liên Xô, tức ngày 30 tháng 12 năm 1914 theo lịch Julius (m. 2002)
  - Ruth Hurmence Green, nhà văn, nhà báo người Mỹ (m. 1980)
- 1929 – Alasdair MacIntyre, triết gia người Anh Quốc
- 1930 – Phạm Tuyên, nhạc sĩ người Việt Nam
- 1932 – Nguyễn Quang Sáng, nhà văn người Việt Nam (m. 2014)
- 1942 – Michel Mayor, nhà vật lý học thiên thể người Thụy Sĩ
- 1944 – Joe Frazier, võ sĩ quyền Anh người Mỹ (m. 2011)
- 1949
  - Murakami Haruki, tác gia người Nhật Bản
  - Ottmar Hitzfeld, cầu thủ, huấn luyện viên bóng đá người Đức
- 1956
  - Marie Colvin, nhà báo người Mỹ (m. 2012)
  - Nikolai Ivanovich Noskov, một ca sĩ người Nga
- 1958 – Hồ Trọng Ngũ, sĩ quan công an người Việt Nam
- 1963 – Shin Kyung-sook, nhà văn người Hàn Quốc
- 1964 – Jeff Bezos, người sáng lập, CEO và chủ tịch của công ty công nghệ đa quốc gia Amazon
- 1967 – Inoue Takehiko, mangaka người Nhật Bản
- 1972 – Lê Thị Diễm Thúy, nhà văn người Việt-Mỹ
- 1972 – Thủy Tiên, ca sĩ người Việt-Mỹ
- 1973 – Hande Yener, ca sĩ người Thổ Nhĩ Kỳ
- 1978 – Kim Sa Rang, diễn viên người Hàn Quốc
- 1979
  - Ngô Lan Hương, kỳ thủ cờ tướng người Việt Nam
  - Lee Bo-young, diễn viên người Hàn Quốc
- 1983 – Thanh Bùi, ca sĩ người Úc-Việt
- 1985 – Yohana Cobo, diễn viên người Tây Ban Nha
- 1986 – Pablo Daniel Osvaldo, cầu thủ bóng đá người Argentina-Ý
- 1987 – Naya Rivera, diễn viên và ca sĩ người Mỹ
- 1989 – Trương Quỳnh Anh, ca sĩ, diễn viên người Việt Nam
- 1991 – Pixie Lott, Ca sĩ, vũ công, diễn viên người Anh
- 1992 – Ishak Belfodil, cầu thủ bóng đá người Algeria
- 1993 – Zayn Malik, ca sĩ người Anh-Pakistan
- 1993 – D.O., thành viên nhóm nhạc EXO người Hàn Quốc
- 1996 – Lee Hye-bin, ca sĩ người Hàn Quốc, trưởng nhóm của nhóm nhạc nữ Momoland

## Mất
- 1370 – Hiến Từ Thái hậu, Thái hậu nhà Trần Việt Nam
- 1519 – Maximilian I, hoàng đế của Thánh chế La Mã (s. 1459)
- 1519? – Vasco Núñez de Balboa, nhà thám hiểm, tướng lĩnh người Tây Ban Nha (s. 1475)
- 1665 – Pierre de Fermat, nhà toán học và luật gia người Pháp (s. 1601)
- 1759 – Anne, Vương nữ Vương thất (s. 1709)
- 1875 – Ái Tân Giác La Tái Thuần, tức Đồng Trị Đế, hoàng đế của triều Thanh, tức 5 tháng 12 năm Giáp Tuất
- 1885 – August, thành viên vương thất Württemberg, tướng lĩnh Württemberg-Phổ (s. 1813)
- 1909 – Hermann Minkowski, nhà toán học, vật lý học người Ba Lan-Đức (s. 1864)
- 1942 – Vladimir Mikhailovich Petlyakov, kỹ sư hàng không người Liên Xô (s. 1891)
- 1943 – Charles Tate Regan, nhà ngôn ngữ học người Anh (s. 1878)
- 1968 – Rezső Seress, nhà soạn nhạc người Hungary, tác giả bài hát "Gloomy Sunday" (s. 1889)
- 1976 – Agatha Christie, tác giả người Anh (s. 1890)
- 1995 – Hoàng Minh Giám, chính trị gia người Việt Nam (s. 1904)
- 1997 – Charles Brenton Huggins, thầy thuốc và nhà sinh lý học người Canada-Mỹ, đoạt giải Nobel (s. 1901)
- 2002 – Cyrus Vance, luật sư và chính trị gia người Mỹ (s. 1917)
- 2003
  - Leopoldo Galtieri, tướng lĩnh và chính trị gia người Argentina, tổng thống của Argentina (s. 1926)
  - Maurice Gibb, ca sĩ-người viết ca khúc người Anh (Bee Gees) (s. 1949)